# جون أدلر
جون أدلر (بالإنجليزية: John Adler )‏ (و. 1959 – 2011 م) هو سياسي، ومحامي، من الولايات المتحدة الأمريكية، ولد في فيلادلفيا، بنسيلفانيا، كان عضوًا في الحزب الديمقراطي الأمريكي، توفي في فيلادلفيا، بنسيلفانيا، عن عمر يناهز 52 عاماً.

## مناصب
تولى منصب عضو مجلس النواب الأمريكي، وعضو مجلس ولاية جيرسي.

## التعليم
تعلم في كلية هارفارد، وكلية هارفارد للحقوق، وجامعة هارفارد.